# Riofrío de Aliste
Riofrío de Aliste – gmina w Hiszpanii, w prowincji Zamora, w Kastylii i León, o powierzchni 111,7 km². W 2011 roku gmina liczyła 819 mieszkańców.